# María Teresa Campos
María Teresa Campos Luque (Tetuán, protectorado español de Marruecos, 18 de junio de 1941-Madrid, 5 de septiembre de 2023) fue una periodista, locutora de radio y presentadora de televisión española, especializada en programas de entrevistas y magacines de carácter informativo y de divulgación, con una extensa trayectoria en medios de comunicación audiovisuales.
Al cumplir un año de edad su familia se instaló en Málaga. Licenciada en Filosofía y Letras por la Universidad de Málaga. Dedicada profesionalmente a la radio desde su juventud, medio en el que cuenta con una premiada y extensa trayectoria, fue la primera mujer en dirigir los servicios informativos de una cadena de radio en España. En la década de 1980 se trasladó a Madrid y se incorporó a la televisión, donde alcanzó gran éxito y popularidad. Durante dieciséis años (1990-2006) dirigió y presentó un programa magacín diario en las principales cadenas españolas, primero en las tardes y desde 1993 en la franja matinal, siendo conocida por el sobrenombre de la «reina de las mañanas». Tras un tiempo de descanso, regresó a la pequeña pantalla para presentar durante ocho años (2009-2017) el programa ¡Qué tiempo tan feliz! en Telecinco, que se emitió en las tardes del sábado y del domingo, pasando entonces a ser conocida por el sobrenombre de la «reina de los fines de semana». Con más de 50 años de trayectoria, durante 26 años contó con programa propio en la radio y durante 25 en la televisión, lo que la hizo una de las periodistas más poderosas e influyentes de la historia de la comunicación en España. Fue galardonada con dos Premios Ondas.

## Biografía

### Radio

#### Inicios en Málaga
María Teresa Campos Luque era la tercera de seis hermanos —Francisco, Concepción, Tomás, Juan y Araceli— y vino al mundo en una familia acomodada. Su abuelo materno, Juan Luque Repullo, natural de Lucena, fue uno de los primeros comerciantes de importancia de la ciudad. Su padre, Tomás Campos Prieto, nacido en Puente Genil en 1907, dirigió un laboratorio farmacéutico. Su madre, Concepción Luque García (1912-2006), era ama de casa y colaboraba con su padre en el laboratorio. Se crio sin lujos pero sin las estrecheces propias de la posguerra española, en un ambiente tradicional y católico en el que a pesar del entorno conservador, la política no estaba presente.
Estudió en colegios religiosos de monjas, siendo el más importante y en el que más años pasó el de las Teresianas, donde cursó hasta Bachillerato. Tras participar en un concurso de Radio Juventud de Málaga que presentaba su hermano Paco Campos, el director de la emisora se fijó en su voz y la contrata para que la pusiera al servicio de las más diversas tareas radiofónicas: fue la locutora de los Discos dedicados tan frecuentes de la época, de magazines con todo tipo de secciones (por ejemplo, Panorámica), que la curten para cualquier tipo de trabajo en el medio, como la publicidad; e incluso interpreta algunas representaciones teatrales con uno de los compañeros con quien forma una famosa pareja de la radio malagueña, Diego Gómez. Por ello, Campos se prepara estudiando Arte Dramático en la Escuela de Teatro ARA, para la lectura e interpretación de las radionovelas, una formación que le ayudó en los "teatrillos" televisivos que realizó en años posteriores.
Son años de gran popularidad allí para Mari Tere Campos, que es como será conocida en su ciudad de origen durante décadas.
El 12 de septiembre de 1964 se casó en la catedral de Málaga con el periodista José María Borrego Doblas, compañero de la radio desde 1957, con el que tendrá dos hijas: Teresa Lourdes (31 de agosto de 1965) y María del Carmen (30 de octubre de 1966). Ambas trabajarán con María Teresa en sus programas, la primera como redactora, presentadora y colaboradora y la segunda como redactora y subdirectora; además, desarrollarán sus carreras de manera independiente.
Estudia en la Universidad de Málaga a la par que trabaja como locutora. Inicia la carrera de Filosofía y Letras y obtiene la licenciatura en la especialidad de Geografía e Historia en la promoción 1974-1979. Su paso por las aulas universitarias venía de la necesidad que Campos vio de estar formada académicamente para poder enfrentarse al cambio radical que vivía la radio española en los años setenta: fue el tiempo de la evolución de la radio de los locutores a la radio de los periodistas. Su primera idea fue comenzar Filosofía y Letras para obtener la Diplomatura y pasarse a Periodismo. Este proyecto no fue llevado a cabo, y Campos terminó la Licenciatura con excelentes calificaciones. Eran los años en que había vuelto a trabajar en Radio Juventud, en los Servicios Informativos.

#### Nuevos aires en Madrid
A diferencia de la costumbre establecida en la época, ella se niega a rechazar su profesión al casarse para convertirse en ama de casa a la vieja usanza. Aunque ayuda que su marido fuera también compañero de trabajo: nunca le puso reparos en que trabajara en la radio. En 1968 ficha por Radio Popular COPE en Málaga y comienza a presentar el espacio Español Pop, en el que toma contacto con numerosos cantantes, cantautores y personajes importantes del mundo de la música española de finales de los 60. Será quien organice conciertos en Málaga de cantantes combativos de la época, como Joan Manuel Serrat o Lluís Llach. Empieza un camino de lucha hacia la libertad en el que María Teresa toma parte con este y otros programas, como Mujeres 72, en el que empieza a hablar de mujeres libres y de feminismo, que conducirá hasta 1980 en Radio Juventud.
En aquel momento, es imposible realizar información nacional si no es en RNE, pero en los 70 realizará sus primeros trabajos en información local, compaginándolos con más magazines y programas de información general, además de ser la maestra de ceremonias de múltiples estrellas de la canción mundial que actuarán en el escenario del Tívoli de la Costa del Sol.

### Ámbito político
Con la llegada de la Democracia, María Teresa Campos se involucra en las novedades políticas del momento y decide colaborar con el partido político Reforma Social Española (RSE), de corte socialista-democrático, en la lista al Congreso de los Diputados por Málaga para las primeras elecciones generales que hubo en España desde 1936: las del 15 de junio de 1977. Fue número tres de la lista. En la propaganda del partido, Campos argumentaba su participación de esta manera: «Voy en la candidatura de RSE que encabeza Manuel Cantarero del Castillo porque conociendo por mi profesión los problemas de la mujer del campo, sé que su programa ofrece las soluciones más apropiadas». Se presentó sabiendo que las posibilidades de obtener un escaño eran mínimas, pero a ella le importaba más su compromiso con la realidad política del país y su gran interés por la defensa de las mujeres dentro de la sociedad. Periodistas cercanos a Campos en esta época ven su participación más como un gancho para el posible votante, gracias a la enorme popularidad y simpatía que la locutora de Radio Juventud generaba entra la opinión pública malagueña. Además, RSE en Málaga contaba entre sus filas con conocidos y amigos tanto de María Teresa Campos como de su familia.
No obstante, su compromiso y sus simpatías políticas provocaron que se convirtiera en objetivo de los radicales de derecha en la Málaga de la Transición. Con motivo de la manifestación a favor del Estatuto de Autonomía de Andalucía del 4 de diciembre de 1977, sus palabras a la hora de retransmitir una carga policial desproporcionada la significaron políticamente. Entonces, empezó a ser acosada por miembros de Fuerza Nueva, y su coche fue incendiado. Por ello, vivió con enorme angustia el 23-F: escuchó en directo el asalto al Congreso en la emisora donde esa tarde se encontraba trabajando, y una amiga diputada del PSOE fue allí a buscarla para acompañarla a su domicilio. Con anterioridad había recibido algunas cartas anónimas con amenazas de muerte. Días antes de abandonar Málaga para instalarse en Madrid, María Teresa Campos leyó el manifiesto condenatorio del intento del golpe de Estado y a favor de la Democracia en febrero de 1981.

### Radio

#### Consagración
Llegada la Democracia, las llamadas emisoras institucionales controladas anteriormente por el Movimiento, son unificadas y reconvertidas en una sola, llamada Radiocadena Española (RCE). Así, en 1980, María Teresa es nombrada directora de Informativos de Andalucía de RCE. Por ello obtendrá el Premio Ondas 1980, su primer gran reconocimiento nacional a pesar de no haber salido aún de su ciudad natal. Volverá a ser premiada con este galardón en 2003 por "su labor de dignificación de la televisión popular". Igualmente, obtendrá una Antena de Oro en 1994 y un TP de Oro a la Mejor Presentadora de Magazines.
Tras este mérito, Mari Tere empieza a "convertirse" en María Teresa. Llega a Madrid en 1981, nombrada directora de Informativos de RCE a nivel nacional. Por la calidad de su trabajo y su fuerte personalidad, sus compañeros de redacción, mucho más jóvenes que ella, y quienes pensaban que había llegado a Madrid por enchufe y no por méritos propios, la llamaban con cariño "Cojonudita de Málaga", apodo del que estaba muy orgullosa. Dos de aquellos jóvenes fueron Juan Ramón Lucas y Manuel H. H. (Manuel Hernández Hurtado). 
En ese momento se separa de hecho de su esposo tras diecisiete años de vida en común. Posteriormente, su exmarido se suicidará en Marbella el 23 de julio de 1984, uno de los golpes personales más duros que sufrirá la presentadora en su vida. María Teresa fue viuda, ya que nunca volvió a contraer matrimonio. 

### Televisión

#### Primeros trabajos
Sus primeros coqueteos con la televisión los hace como colaboradora del programa Esta noche (1981), que presenta Carmen Maura y dirige Fernando García Tola. En 1984, María Teresa es propuesta para presentar varios programas. Primeramente se pensó en ella para la presentación del Telediario, verdadera devoción profesional de la presentadora, pero finalmente es elegida para los programas Estudio directo, junto a Marisa Abad; La tarde (sustituye a Pepe Navarro y Nuria Gispert) y Diario de sesiones. Compatibiliza estos trabajos en televisión con la dirección y presentación del programa Apueste por una en Radio Nacional de España. Durante esta época también probó suerte en terreno del doblaje y la publicidad, sin mucho éxito. 

#### «Chica Hermida»
En 1986 se pone en marcha la televisión matinal, con José Antonio Martínez Soler como conductor. Con Pilar Miró como nueva directora general de RTVE, su éxito lo retoma el popular Jesús Hermida, que inmediatamente desea contar con su presencia en su nuevo programa, Por la mañana. Se convierte en una "Chica Hermida" y colaborará con diversas secciones: Apueste por una (espacio de debate que lleva realizando en sus programas de la radio muchos años y que realizará en televisión durante 14 años), en el que se enfrenta dialécticamente a Patricia Ballestero, sus papeles en los pequeños culebrones del programa, tertulias, etcétera. Es una nueva y prometedora etapa en la que María Teresa aprende muchos de los conocimientos que posteriormente podrá aplicar a su larga carrera televisiva.
Solamente interrumpe su exitosa colaboración con Hermida en 1989 para ser subdirectora del programa de radio Hoy por hoy de la Cadena SER, que presentaba y dirigía el periodista Iñaki Gabilondo. Vuelve a televisión en abril de 1990 para sustituir al propio Hermida, que abandonaba el programa de sobremesa A mi manera para hacerse cargo del Telediario de la noche. Así, María Teresa vuelve como directora y presentadora del magazín diario y lo hace con gran éxito, superando los índices de audiencia de su maestro y predecesor.

#### La reina de las mañanas
El 17 de septiembre de ese mismo año 1990, el programa cambia de nombre para titularse Ésta es su casa y el 21 de octubre de 1991 Pasa la vida. Con este mismo título, María Teresa comenzará a ser la reina de las mañanas: desde el 6 de septiembre de 1993, el programa pasa a emitirse matinalmente, con lo que vuelve al origen de su presencia en televisión. Hasta el 19 de julio de 1996 ocupará esta franja horaria con gran éxito, convirtiéndose para algunos en el adalid de la televisión de las "marujas" y para otros en una presentadora todoterreno capaz de realizar todos los trabajos que se le planten, como demuestra en su dilatada carrera. Será por siempre la etiqueta contra la que luchará la presentadora hasta el final.
En sucesivas ocasiones, TVE va a intentar aprovechar el gancho de María Teresa para otros programas. El 19 de febrero de 1994, estrena Perdóname, reality show de testimonios de la época al estilo de Lo que necesitas es amor, que no cuaja y es retirado al poco tiempo, el 19 de marzo de 1994. Más adelante, en la temporada 1994-1995, entre el 26 de noviembre de 1994 y el 17 de junio de 1995, presentará Tardes con Teresa los sábados, y en la temporada 1995-1996, entre enero y junio de 1996, Pasa la vida edición de tarde, ambos proyectos los compagina con Pasa la vida. También colaboró durante cuatro años en el especial de Nochebuena de TVE, Telepasión (1991-1995).
Si bien su éxito en el canal público era notable, siempre se sintió poco aprovechada. Así, en 1996 ficha por la cadena privada Telecinco, con un contrato multimillonario de 500 millones de pesetas (3 millones de euros) por temporada (200 programas). María Teresa va a abandonar RTVE para dirigir y presentar hasta el 25 de junio de 2004, el magazín matinal Día a día desde el 16 de septiembre de 1996, un periódico televisivo con multitud de secciones donde compartirá plató con sus más íntimos colaboradores, de donde saldrán numerosos periodistas y presentadores que hoy hacen carrera, como ya hizo en Pasa la vida y realizará secciones que quedarán para la historia: el veterano Apueste por una, los Monólogos de la plancha (herederos de los que ya hacía desde la época de Hermida), los pequeños teatrillos con su marido de ficción y gran amigo personal, el actor Paco Valladares, el corrillo (talk-show compuesto por personajes de calle y famosos y periodistas) y desde 1998 la aclamada y exitosa Mesa del debate, en el que María Teresa realiza uno de sus sueños profesionales que durante años intentó materializar: dotar la programación matinal de la televisión de una mesa de debate sería con periodistas de renombre en la que comentar la actualidad. Obtiene por ella un gran reconocimiento. Con este programa, se convierte en una auténtica estrella mediática, siendo incluida como una de los tres presentadoras con más credibilidad del país en una encuesta de Gallup 2003, solo superada por Iñaki Gabilondo y Luis del Olmo.
Con Día a día obtiene sus mayores éxitos de audiencia, que oscilará entre el 25 % y el 32 % de cuota de pantalla en sus ocho temporadas. El consejero delegado de Telecinco, Maurizio Carlotti, al que le une una gran amistad, le va a encargar otros proyectos: en 1998 presenta los sábados Cruce de caminos, dirigido por Ramón Colom y entre 2000 y 2001 dirige el programa de sobremesa Buenas tardes, presentado por Nuria Roca. Vuelve así a los tiempos de su debut en televisión como responsable de un programa, pero no obtiene demasiado éxito y es retirado a los pocos meses. En 2001 presentará el debate vespertino dirigido por su hija Carmen Borrego, titulado Tú dirás. Con ambos programas compite directamente con el programa que presenta su hija Terelu Campos en Telemadrid, Con T de tarde.
En 1998 ficha por la COPE para hacerse cargo de las tardes de dicha emisora de radio, compatibilizando este trabajo con la presentación de su programa matinal en Telecinco. Campos se mantiene en el programa titulado precisamente La tarde de Cope durante dos temporadas, hasta 2000; pero la excesiva carga de trabajo para María Teresa le hacen abandonar el proyecto. Además, la presentadora ha presentado numerosas galas especiales (tanto en TVE como Telecinco) y ha participado en cameos en diversas series de televisión: Médico de familia, Periodistas, Los hombres de Paco o 7 vidas... y ha colaborado en múltiples conferencias por todo el país.
Tras 1548 emisiones de Día a día, en julio de 2004 ficha por Antena 3 con un contrato que le une a la cadena hasta julio de 2007, a razón de 6 millones de euros por temporada (1000 millones de pesetas). El nuevo programa de corte similar al anterior, se titula Cada día y competirá primero contra su anterior programa, Día a día con Carolina Ferre y desde enero de 2005 con la anterior "Reina de las tardes", Ana Rosa Quintana en Telecinco. El magazín de María Teresa pierde el liderazgo después de tantos años a favor de Ana Rosa Quintana y en diciembre de 2005 es retirado con una audiencia media de menos del 20 %. Su nuevo espacio, Lo que inTeresa, de menor duración, es un magazín de actualidad y sucesos que sigue incluyendo su Mesa de debate, pero es cancelado definitivamente en abril de 2006.
Tras dieciséis años dirigiendo y presentando un programa diario en televisión decide tomarse un descanso y preparar nuevos proyectos, aunque continúa ligada a la cadena hasta el final de su contrato en junio de 2007.
Su último trabajo para Antena 3 fue un programa homenaje a la desaparecida cantante Rocío Jurado, fallecida en junio de 2006 y amiga personal de María Teresa.

#### Su regreso tras el parón
Tras más de un año en el que prácticamente no ha aparecido en los medios, en septiembre de 2007, María Teresa vuelve a la radio sustituyendo a Julia Otero en la dirección y presentación de la última franja de Protagonistas, el programa matutino de la emisora Punto Radio, que creó y conduce en su primera franja el periodista Luis del Olmo. Tras pasar menos de un año en Punto Radio, Teresa Campos decidió romper su contrato con Punto Radio al finalizar la temporada.
Su regreso a la televisión fue de nuevo a Telecinco, donde en 2007 presentó periódicamente un programa de entrevistas en horario nocturno titulado El laberinto de la memoria, donde se muestran reportajes sobre la vida de un popular personaje apoyados en documentos periodísticos y hemerotecas y se realiza una tertulia posterior con expertos y personalidades relacionadas con el personaje.
En septiembre de 2008 hasta mediados de 2009, Teresa Campos dirigió y presentó el programa informativo matinal La mirada crítica, con un contrato blindado de larga duración que la une a Telecinco.
A partir de otoño de 2009, empezó a presentar cada sábado una serie de programas monográficos dedicados a fallecidos personajes del panorama español, tales como el torero Paquirri (26 de septiembre y 3 de octubre de 2009), la cantante Rocío Dúrcal (10 de octubre de 2009), Lola Flores y El Pescaílla (7 de noviembre de 2009), Nino Bravo (28 de noviembre de 2009) o Rocío Jurado (19 de diciembre de 2009).
A partir de marzo de 2010 esta serie de especiales adquiere el formato de programa permanente con el nombre de ¡Qué tiempo tan feliz! en Telecinco y ante los buenos resultados obtenidos, en noviembre de 2010, el programa pasa a emitirse también los domingos por la tarde, mejorando en 5 puntos la media del canal en esa franja horaria, manteniéndose así hasta 2017 en horario de 18:00 a 21:00, siendo el tema central monográfico o especial sobre alguien famoso en España (cantante, actor...).
A partir del 14 de octubre de 2010, María Teresa colabora una vez a la semana en Sálvame como "defensora del espectador o de la audiencia", cargo que ocuparía hasta 2017. Además, durante la primavera de 2011 combina ambos espacios con la presentación junto a Rocío Carrasco, del concurso musical Nacidas para cantar que emite Canal Sur y en el que se busca a una artista que reúna las facultades de Rocío Jurado. 
Entre 2016 y 2017 se convierte en protagonista junto a sus hijas, Terelu y Carmen, del docu-reality Las Campos, emitido por Telecinco.

### Últimos años
El 17 de mayo de 2017 sufre una isquemia cerebral en territorio vertebrobasilar. A partir de este ictus, su salud comenzó a deteriorarse.
El 7 de marzo de 2019 se confirmó que Mediaset no renovó el contrato de larga duración de dos años con María Teresa Campos, después de que su contrato expirase tres días antes.
En 2020 puso en marcha su canal de YouTube, Enredados con María Teresa Campos, donde durante un año realizó entrevistas a personajes como Boris Izaguirre, Isabel Gemio, Candela Peña, Los Javis, Ágatha Ruiz de la Prada y más, junto a su amiga la periodista Meli Camacho. También abrió una cuenta de Instagram donde subía contenido. Esto demuestra que hasta el final, María Teresa Campos estuvo interesada en conocer y trabajar con las últimas tendencias comunicativas del momento.
En enero de 2021 se confirma que vuelve a la televisión de la mano de Mediaset, para presentar un programa de entrevistas subida a un camión transparente La Campos móvil, que debido a la baja audiencia promediada en su primera emisión, es retirado de la parrilla.

### Fallecimiento y homenajes
Su empeoramiento físico y cognitivo era evidente, apartándose del foco público desde 2022, para recibir tratamiento y cuidado en su casa.
El 3 de septiembre de 2023 es ingresada en el Hospital Universitario Fundación Jiménez Díaz debido a una insuficiencia respiratoria de carácter grave, Al día siguiente su estado de salud empeora falleciendo a las 5:25 de la madrugada del 5 de septiembre de 2023 a los 82 años, el mismo día que diecisiete años atrás fallecía su madre, Concepción Luque García.
Tras su fallecimiento es trasladada al Tanatorio de la Paz de Madrid, al que acuden diversos rostros de diferentes ámbitos para dar su último adiós a la reconocida periodista y presentadora española. A las 21:00 h del 5 de septiembre de 2023, el Padre Ángel de Mensajeros de la Paz y amigo personal de María Teresa Campos, oficia la misa funeral de la periodista por expreso deseo de sus hijas, Terelu y Carmen. Tras ser incinerada el 6 de septiembre de 2023, las cenizas de María Teresa Campos son trasladadas a Málaga donde reposan en el columbario familiar de la Hermandad de la Paloma junto a su madre y su hermana pequeña, Araceli.
La misa funeral por María Teresa Campos se celebró en la iglesia de Santa María de Caná de Pozuelo de Alarcón (Madrid) el 25 de septiembre de 2023, a la que asistieron numerosas personalidades y amigos de la periodista. La familia organizó otra en Málaga unos días antes, el 11 de septiembre, en la iglesia de San Pablo, sede de la Hermandad del Cautivo, de la que eran devota ella y su familia, para sus allegados de la ciudad andaluza.
Televisión Española emitió un programa especial llamado "Homenaje a María Teresa Campos" la noche del 5 de enero de 2024. Presentado por su hija mayor, Terelu, y dirigido por la menor, Carmen, fue un emotivo repaso a su trayectoria televisiva. Contó con la participación de numerosos amigos y familiares de la periodista.
El 9 de enero de 2024, el Ministerio de Cultura de España anunció que María Teresa Campos recibiría a título póstumo la Medalla de Oro al Mérito en las Bellas Artes 2023.

### Vida sentimental
Tras quedar viuda e instalada en Madrid, tuvo distintas relaciones amorosas vividas en el anonimato del que disfrutaba durante los años ochenta. Sin embargo, la más importante para ella en esos años fue la que mantuvo con el arquitecto Félix Arechavaleta (1989-2003), a quien sus hijas consideraban un segundo padre. Después, se conocieron sus relaciones con Felipe Maestro, José María Hijarrubia (2005-2007), Santiago García (2007-2008) y el argentino Gustavo Manilow (2008-2009). En verano de 2014 se hizo pública su relación sentimental con el cómico argentino-chileno Edmundo Arrocet, conocido por el sobrenombre artístico Bigote Arrocet. Esta sonada relación duró hasta finales de 2019: el 28 de diciembre de ese año, en el programa de Telecinco Viva la vida y de voz de su hija Terelu, se hizo público un comunicado de María Teresa Campos en el que anunciaba la ruptura de su relación con Edmundo a la par que pedía respeto a su intimidad en esos momentos complicados.

### Familia
Sus hijas le dieron tres nietos: José María (1990) y Carmen Rosa Almoguera Borrego (1993), hijos de Carmen y del periodista Francisco Almoguera Haro y Alejandra Rubio Borrego, hija de Terelu y el óptico-optometrista Alejandro Rubio. A su muerte tenía un bisnieto de tres meses, Marc, hijo de su nieto José María.
Tuvo dos hermanas dedicadas a la docencia: Concha Campos Luque, profesora titular de Historia Económica en la Universidad de Málaga, ya jubilada, y Araceli Campos, que fue profesora del Conservatorio de Música de Málaga y actriz, fallecida en 2015.

### Curiosidades
Fue bautizada como Teresita del Niño Jesús, por lo que celebraba su santo el 1 de octubre, día de la santa francesa, y no el 15 de octubre, día de Santa Teresa de Jesús.
Era fanática de los zapatos, los cuales coleccionaba y guardaba con gran mimo. Llegó a crear una colección de zapatos, MTC, lanzada al mercado en 2019, la cual sin embargo, resultó un negocio fallido. También era una gran amante de las joyas, muchas de las cuales comparaba a sus amigos de la joyerías madrileñas San Eduardo y Luis Gil.

## Trabajos

### Radio
| Año       | Título                           | Cadena         | Notas                                                 |
| --------- | -------------------------------- | -------------- | ----------------------------------------------------- |
| 1968-1972 | Español pop                      | COPE           | Presentadora                                          |
| 1972-1980 | Mujeres 72                       | Radio Juventud | Presentadora                                          |
| 1980-1981 | Radiocadena Actualidad Andalucía | RCE            | Directora                                             |
| 1981-1985 | Radiocadena Actualidad España    | RCE            | Directora                                             |
| 1985-1989 | Apueste por una                  | RNE            | Presentadora y directora                              |
| 1989-1990 | Hoy por hoy                      | Cadena SER     | Presentadora y subdirectora junto con Iñaki Gabilondo |
| 1998-2000 | La tarde de Cope                 | COPE           | Presentadora y directora                              |
| 2007-2008 | Protagonistas                    | Punto Radio    | Presentadora junto con Luis del Olmo                  |
| 2011      | La noche de Arjona               | COPE           | Invitada                                              |

### Televisión

#### Programas
| Año               | Título                                                                  | Canal                | Notas                                                                                            |
| ----------------- | ----------------------------------------------------------------------- | -------------------- | ------------------------------------------------------------------------------------------------ |
| 1981              | Esta noche                                                              | La 1                 | Colaboradora                                                                                     |
| -                 | Estudio directo                                                         | La 1                 | Copresentadora                                                                                   |
| -                 | Al galope                                                               | La 1                 | Redactora                                                                                        |
| 1985              | La tarde                                                                | La 1                 | Presentadora                                                                                     |
| 1986              | Diario de sesiones                                                      | La 1                 | Presentadora                                                                                     |
| 1987-1988         | Por la mañana                                                           | La 1                 | Presentadora                                                                                     |
| 1989              | Premios Goya 1988                                                       | La 1                 | Invitada                                                                                         |
| 1989              | Pero ¿esto qué es?                                                      | La 1                 | Invitada                                                                                         |
| 1989              | A mi manera                                                             | La 1                 | Presentadora                                                                                     |
| 1989              | El tiempo en que vivimos                                                | La 1                 | Invitada                                                                                         |
| 1990              | Viva el espectáculo                                                     | La 1                 | Invitada                                                                                         |
| 1990              | VIP                                                                     | Telecinco            | Invitada                                                                                         |
| 1990              | Waku Waku                                                               | La 1                 | Invitada                                                                                         |
| 1990-1991         | Ésta es su casa                                                         | La 1                 | Presentadora                                                                                     |
| 1991              | Crónicas urbanas                                                        | La 2                 | Invitada                                                                                         |
| 1991              | Acompáñame                                                              | La 1                 | Invitada                                                                                         |
| 1991-1996         | Pasa la vida                                                            | La 1                 | Presentadora y directora                                                                         |
| 1991-1995         | Telepasión                                                              | La 1                 | Participante                                                                                     |
| 1992-1993         | ¡Hola Raffaella!                                                        | La 1                 | Invitada                                                                                         |
| 1993              | Viéndonos                                                               | La 1                 | Invitada                                                                                         |
| 1993              | Gala TP de Oro 1992                                                     | La 1                 | Invitada                                                                                         |
| 1993-1994         | Tal cual                                                                | La 2                 | Invitada                                                                                         |
| 1993 y 1995       | ¿Qué apostamos?                                                         | La 1                 | Invitada                                                                                         |
| 1993              | Comienza la temporada                                                   | La 1                 | Invitada                                                                                         |
| 1994              | Especial Fallas 94: Festa i foc                                         | La 1                 | Presentadora                                                                                     |
| 1994              | Hazlo por ellos. Gala a beneficio de los campos de refugiados de Ruanda | La 1                 | Presentadora                                                                                     |
| 1994              | Perdóname                                                               | La 1                 | Presentadora                                                                                     |
| 1994-1995         | Tardes con Teresa                                                       | La 1                 | Presentadora                                                                                     |
| 1995              | Especial informativo: Boda de la infanta Elena y Jaime de Marichalar    | La 1                 | Presentadora                                                                                     |
| 1995              | Tren de cercanías                                                       | La 2                 | Invitada                                                                                         |
| 1995              | Llévatelo calentito                                                     | La 1                 | Invitada                                                                                         |
| 1995              | La noche de Lina                                                        | La 1                 | Invitada                                                                                         |
| 1995              | La noche de Lola                                                        | La 1                 | Presentadora                                                                                     |
| 1996              | Pasa la vida: Edición de tarde                                          | La 1                 | Presentadora                                                                                     |
| 1996-2004         | Día a día                                                               | Telecinco            | Presentadora y directora                                                                         |
| 1997              | De domingo a domingo                                                    | Telecinco            | Presentadora                                                                                     |
| 1997—2004         | La noche abierta                                                        | La 2                 | Invitada                                                                                         |
| 1997              | Gala de la hispanidad                                                   | Telecinco            | Invitada                                                                                         |
| 1998              | Sin límites                                                             | Antena 3             | Invitada                                                                                         |
| 1998              | Crónicas marcianas                                                      | Telecinco            | Invitada                                                                                         |
| 1998              | Cruce de caminos                                                        | Telecinco            | Presentadora                                                                                     |
| 1998              | Telemaratón 1998. Apuesta por ellos                                     | Telecinco            | Invitada                                                                                         |
| 1999              | Los comunes                                                             | Antena 3             | Invitada                                                                                         |
| 2000              | Gala TP de Oro 1999                                                     | Telecinco            | Invitada                                                                                         |
| 2000              | Días de tele                                                            | Telecinco            | Invitada                                                                                         |
| 2000-2001         | Buenas tardes                                                           | Telecinco            | Directora                                                                                        |
| 2001              | Tú dirás                                                                | Telecinco            | Presentadora                                                                                     |
| 2002 y 2004       | La noche... con Fuentes y cía                                           | Telecinco            | Invitada                                                                                         |
| 2002              | La columna                                                              | TV3                  | Invitada                                                                                         |
| 2002              | Premios Ondas 2002                                                      | Canal+               | Invitada                                                                                         |
| 2003              | El show de Flo                                                          | La 1                 | Invitada                                                                                         |
| 2003              | Premios ATV 2002                                                        | La 1                 | Invitada                                                                                         |
| 2003              | Hay una carta para ti                                                   | Antena 3             | Invitada                                                                                         |
| 2003              | La quinta esfera                                                        | Telecinco            | Invitada                                                                                         |
| 2003              | Una noche día a día                                                     | Telecinco            | Presentadora                                                                                     |
| 2004              | Todo Madrid                                                             | Telemadrid           | Invitada                                                                                         |
| 2004              | Día a día Especial 11-M                                                 | Telecinco            | Presentadora                                                                                     |
| 2004              | Lo + Plus                                                               | Canal+               | Invitada                                                                                         |
| 2004              | Día a día Especial Boda real                                            | Telecinco            | Presentadora                                                                                     |
| 2004-2005         | Cada día                                                                | Antena 3             | Presentadora y directora                                                                         |
| 2004              | ¿Dónde estás corazón?                                                   | Antena 3             | Invitada                                                                                         |
| 2005              | Gala TP de Oro 2004                                                     | Antena 3             | Invitada                                                                                         |
| 2005              | Cada día: Especial 11M. Un año después                                  | Antena 3             | Presentadora                                                                                     |
| 2005              | Homo Zapping                                                            | Antena 3             | Invitada                                                                                         |
| 2005              | Caiga quien caiga                                                       | Telecinco            | Invitada                                                                                         |
| 2005              | Geniales: Arturo Fernández                                              | La 1                 | Invitada                                                                                         |
| 2005              | Los más                                                                 | Antena 3             | Invitada                                                                                         |
| 2005              | El show de la 3                                                         | Antena 3             | Invitada                                                                                         |
| 2006              | Lo que inTeresa                                                         | Antena 3             | Presentadora y directora                                                                         |
| 2006              | El loco de la colina                                                    | La 1                 | Invitada                                                                                         |
| 2006              | Adiós Rocío                                                             | Antena 3             | Presentadora                                                                                     |
| 2006              | La televisión cumple contigo                                            | La 1                 | Invitada                                                                                         |
| 2006              | Las 50 imágenes de nuestra vida                                         | La 1                 | Invitada                                                                                         |
| 2007              | No em ratllis!                                                          | TV3                  | Invitada                                                                                         |
| 2007              | Locos x Madrid                                                          | Onda 6               | Invitada                                                                                         |
| 2007              | Premios ATV 2006                                                        | La Sexta             | Invitada                                                                                         |
| 2007 y 2009       | La noria                                                                | Telecinco            | Invitada                                                                                         |
| 2007              | Está pasando                                                            | Telecinco            | Invitada                                                                                         |
| 2008              | Que 30 años no es nada                                                  | La Sexta             | Invitada                                                                                         |
| 2008              | Gala TP de Oro 2007                                                     | La Sexta             | Invitada                                                                                         |
| 2008-2009         | El laberinto de la memoria                                              | Telecinco            | Presentadora                                                                                     |
| 2008-2009; 2020   | El programa de Ana Rosa                                                 | Telecinco            | Invitada                                                                                         |
| 2008-2009         | La mirada crítica                                                       | Telecinco            | Presentadora y directora                                                                         |
| 2009              | Premios ATV 2008                                                        | La 2                 | Invitada                                                                                         |
| 2009              | Buenafuente                                                             | La Sexta             | Invitada                                                                                         |
| 2009              | Regreso a la Luna                                                       | La 1                 | Invitada                                                                                         |
| 2009              | Rocío Dúrcal: Más bonita que ninguna                                    | Telecinco            | Presentadora                                                                                     |
| 2009              | Joselito: el pequeño ruiseñor                                           | Telecinco            | Presentadora                                                                                     |
| 2009              | Es Navidad                                                              | Telecinco            | Presentadora                                                                                     |
| 2010              | Parchís: Regreso a nuestra infancia                                     | Telecinco            | Presentadora                                                                                     |
| 2010              | Aquellos maravillosos ídolos                                            | Telecinco            | Presentadora                                                                                     |
| 2010              | La revista: Gracias por venir                                           | Telecinco            | Presentadora                                                                                     |
| 2010              | Rocío, la chipionera                                                    | Telecinco            | Presentadora                                                                                     |
| 2010              | Diez años de Gran Hermano                                               | Telecinco            | Presentadora                                                                                     |
| 2010              | Sí al amor                                                              | Telecinco            | Presentadora                                                                                     |
| 2010              | Volvemos a Eurovisión                                                   | Telecinco            | Presentadora                                                                                     |
| 2010              | La tele que los descubrió                                               | Telecinco            | Presentadora                                                                                     |
| 2010              | ¡Qué 20 años no es nada!                                                | Telecinco            | Presentadora                                                                                     |
| 2010-2017         | ¡Qué tiempo tan feliz!                                                  | Telecinco            | Presentadora                                                                                     |
| 2010              | Gala 20 aniversario                                                     | Telecinco            | Invitada                                                                                         |
| 2010              | Gran Vía 100                                                            | Telemadrid           | Invitada                                                                                         |
| 2010              | Divendres                                                               | TV3                  | Invitada                                                                                         |
| 2010              | En boca de todos                                                        | La 10                | Presentadora                                                                                     |
| 2010              | Tengo 20 años                                                           | Telecinco            | Invitada                                                                                         |
| 2010-2017; 2020   | Sálvame                                                                 | Telecinco            | Presentadora de la sección Defensora de la audiencia (2010-2017) y colaboradora ocasional (2020) |
| 2010              | La noche en Paz                                                         | Telecinco            | Invitada                                                                                         |
| 2011              | Nacidas para cantar                                                     | Canal Sur Televisión | Copresentadora con Rocío Carrasco                                                                |
| 2011, 2012 y 2016 | Pasapalabra                                                             | Telecinco            | Invitada                                                                                         |
| 2013              | Alguna pregunta més?                                                    | TV3                  | Invitada                                                                                         |
| 2013              | Premios Iris 2012                                                       | La 2                 | Invitada                                                                                         |
| 2014              | Premios Iris 2013                                                       | La 2                 | Invitada                                                                                         |
| 2014 y 2016       | Hable con ellas                                                         | Telecinco            | Invitada                                                                                         |
| 2015              | Imprescindibles                                                         | La 2                 | Invitada                                                                                         |
| 2016              | Manolo Tena, un extraño en el paraíso                                   | La 2                 | Invitada                                                                                         |
| 2016-2018         | Las Campos                                                              | Telecinco            | Docu-reality. Protagonista junto con Terelu Campos y Carmen Borrego                              |
| 2016-2018         | El debate de Las Campos                                                 | Telecinco            | Colaboradora                                                                                     |
| 2017              | Gran Hermano VIP 5                                                      | Telecinco            | Invitada                                                                                         |
| 2017              | Ochéntame otra vez                                                      | La 1                 | Invitada                                                                                         |
| 2017              | Gran Hermano Revolution: El debate                                      | Telecinco            | Invitada                                                                                         |
| 2017              | La vista atrás                                                          | Telecinco            | Presentadora                                                                                     |
| 2017, 2019 y 2022 | Mi casa es la tuya                                                      | Telecinco            | Invitada                                                                                         |
| 2017              | Chester in love                                                         | Cuatro               | Invitada                                                                                         |
| 2017              | Mi querida Cecilia                                                      | La 1                 | Invitada                                                                                         |
| 2018              | Menuda noche                                                            | Canal Sur Televisión | Invitada                                                                                         |
| 2018; 2020 y 2021 | Deluxe                                                                  | Telecinco            | Invitada                                                                                         |
| 2018              | Mi casa es la vuestra                                                   | Telecinco            | Invitada                                                                                         |
| 2018 y 2021       | Lazos de sangre                                                         | La 1                 | Invitada                                                                                         |
| 2019              | Un año de tu vida                                                       | Canal Sur Televisión | Invitada                                                                                         |
| 2019              | Aquellos maravillosos años                                              | Telemadrid           | Invitada                                                                                         |
| 2019              | Socialité                                                               | Telecinco            | Invitada                                                                                         |
| 2019              | Pardo por la música                                                     | Canal Sur Televisión | Invitada                                                                                         |
| 2019              | Arusitys Prime                                                          | Antena 3             | Invitada                                                                                         |
| 2020              | El cielo puede esperar                                                  | 0 por M+             | Invitada                                                                                         |
| 2020              | La resistencia                                                          | 0 por M+             | Invitada                                                                                         |
| 2020              | Ven a cenar conmigo: Gourmet edition                                    | Telecinco            | Invitada                                                                                         |
| 2020              | Dar cera, pulir 0                                                       | 0 por M+             | Invitada                                                                                         |
| 2020-2021         | Enredados con María Teresa                                              | YouTube              | Presentadora                                                                                     |
| 2020              | Hormigas blancas                                                        | Telecinco            | Colaboradora ocasional                                                                           |
| 2020              | El show de Bertín                                                       | Canal Sur Televisión | Invitada                                                                                         |
| 2021              | Viva la vida                                                            | Telecinco            | Invitada                                                                                         |
| 2021              | La noche D                                                              | La 1                 | Invitada                                                                                         |
| 2021              | La Campos móvil                                                         | Telecinco            | Presentadora                                                                                     |
| 2022              | 10 momentos                                                             | Telemadrid           | Invitada                                                                                         |
| 2022              | En el nombre de Rocío                                                   | Telecinco            | Invitada                                                                                         |

#### Series
| Año  | Serie               | Canal       | Personaje  | Notas       |
| ---- | ------------------- | ----------- | ---------- | ----------- |
| 1967 | La familia Colón    | La 1        | Mujer      | 1 episodio  |
| 1995 | Aquí hay negocio    | La 1        | Ella misma | 1 episodio  |
| 1997 | Médico de familia   | Telecinco   | Ella misma | 1 episodio  |
| 2002 | Periodistas         | Telecinco   | Ella misma | 1 episodio  |
| 2002 | 7 vidas             | Telecinco   | María José | 1 episodio  |
| 2005 | Los hombres de Paco | Antena 3    | Ella misma | 1 episodio  |
| 2012 | Aída                | Telecinco   | Ella misma | 2 episodios |
| 2020 | Veneno              | Atresplayer | Ella misma | 1 episodio  |

## Libros
María Teresa Campos ha escrito también varios libros:
- 1993, Cómo librarse de los hijos antes de que sea demasiado tarde (Humor - Ed. Temas de hoy).
- 1994, Qué hombres (Humor - Ed. Temas de hoy).
- 1997, Agobios nos da la vida (Humor - Ed. Temas de hoy).
- 2004, Mis dos vidas (Memorias - Ed. Planeta).[61] Reeditado en 2023.
- 2009, Historias de mi tele (Memorias - Ediciones B).
- 2012, Princesa Letizia (Ensayo - Ed. Planeta).[62]
- 2014, Amar, ¿para qué? (Reflexiones - Ed. Planeta).[63]

Sus memorias fue uno de los libros de no-ficción más vendidos del año 2004. Además, ha escrito el prólogo de la biografía póstuma de Rocío Jurado, Rocío de luna blanca (Ed. Espejo de tinta – 2006), junto al periodista Enrique Miguel Rodríguez. También en 2011 escribe el prólogo del libro ¡Qué tiempo tan feliz!, basado en el programa que presentó en Telecinco de 2009 a 2017 (Ed. Aguilar - 2011).

## Discografía
- 2018, Una bella historia (con Edmundo Arrocet).

## Premios

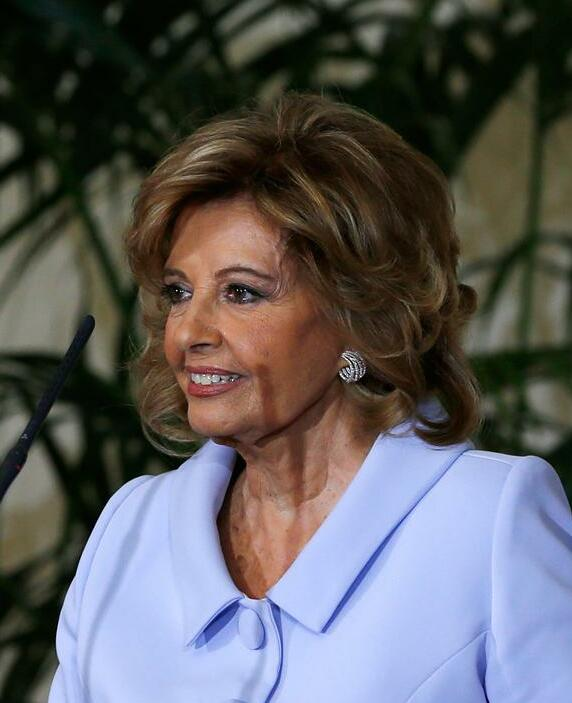
María Teresa Campos recibiendo la Medalla de Oro al Mérito en el Trabajo en 2017.

- 1980, Premio Ondas: Premio Nacional de Radio (Radio Juventud de Málaga - Radiocadena Española).
- 1994, Antena de Oro, 2000 y 2015.
- 1999, TP de Oro, Premio Especial Trayectoria Profesional y 2004.
- 2000, Premio Naranja.
- 2002, Premio Ondas: Premio Nacional de Televisión. Mejor Labor Profesional.
- 2003, Micrófono de Oro.
- 2000, Medalla de Oro de Andalucía 2000.
- 2007, Premio Clara Campoamor por su trayectoria en la defensa de la igualdad de la mujer concedido por la Secretaría de Igualdad del PSOE.
- 2012, Premio Iris Toda una Vida de la Academia de Televisión y de las Ciencias y Artes del Audiovisual de España.[64]
- 2013, Premio a la mujer mejor calzada de España. Otorgado por la Fundación Museo del Calzado[65]
- 2013, Premio de Comunicación Hugo Ferrer.
- 2017, Medalla de Oro al Mérito en el Trabajo.[66]
- 2017, Hija Adoptiva de la provincia de Málaga.
- 2024, Medalla de Oro al Mérito en las Bellas Artes (póstumo)[67]

## Controversias
En julio de 2015, los medios de comunicación se hicieron eco de una investigación del patrimonio de Campos realizada por la Unidad de Delitos Financieros de Hacienda, en la que se encontraron actividades irregulares en sus empresas, por lo que Hacienda supuestamente le reclamaría 800 000 euros. Sin embargo, Campos calificó las informaciones de «falsas y plagadas de graves errores» y negó la supuesta investigación.